# Джурмий, Леонид Михайлович
Джурмий Леонид Михайлович (31 января 1941, Житомир — 2001, Харьков) — советский и украинский кларнетист и дирижёр, Заслуженный артист Украинской ССР (1983).

## Биография
В 1954—1959 учился в Житомирском музыкальном училище им. В. С. Косенко (преп. И. Древецкий, И. Мостовой).
В 1959—1964 — в Одесской государственной консерватории им. А. В. Неждановой (класс проф. Мюльберг К. Э. — дирижирование Базилевич В. П.).
С 1964 года — солист-кларнетист, а вскоре — дирижёр Харьковского театра оперы и балета.
В основном Л. Джурмий дирижировал балетными постановками, работал с известными мастерами хореографии СССР и Украины:
Н.Павловой, Г.Майоровым, М.Лавровским, В.Гордеевым, Н.Дудинской, К.Сергеевым и др. Также выступал в различных концертах с ведущими оперными певцами СССР, в частности такими, как: М.Магомаев, Е.Мирошниченко, А.Соловьяненко, Ю.Гуляев. Среди высших творческих достижений Леонида Михайловича на Харьковской сцене — премьеры балетов: «Тысяча и одна ночь» (комп. Ф.Амирова), «Прометей»(комп. Е.Аристакесян), «Сеньора из Валенсии» (комп. Ю.Саульского), «Барышня и хулиган» (комп. Д.Шостакович), «Сотворение мира» (комп. А.Петрова).
В составе коллектва и неоднократно был участником гастрольных турне за рубежом в которых коллектив театра имел лестные отзывы публики и критики в прессе.